# Giurgiu (stacja kolejowa)
Giurgiu – stacja kolejowa w Giurgiu, w okręgu Giurgiu, w Rumunii. Stacja została otwarta w 1869 roku jako część linii Bukareszt–Giurgiu. Obecnie stacja jest obsługiwana przez pociągi pasażerskie do Bukaresztu, Grădiștea i Videle. Stacja Giurgiu Nord znajduje się ok. 1 km na północ od dworca kolejowego i jest obsługiwana przez Bosforski Express, kursujący między Bukaresztem i Stambułem.